# San Juan (Metro de Lima y Callao)
San Juan es la sexta estación de la línea 1 del Metro de Lima y Callao. Está ubicada en la intersección de las avenidas Los Héroes y César Canevaro, en el distrito de San Juan de Miraflores. La estación está a nivel de superficie.

## Historia
La estación fue inaugurada el 28 de abril de 1990, como parte del primer tramo durante el primer gobierno de Alan García Pérez. Producto de la paralización de la obra, la estación estuvo inoperativa aunque se realizaron algunos viajes hasta la estación Atocongo de manera esporádica. Con el reinicio de las obras la estación fue remodelada y entró en operación el 11 de julio de 2011, durante el segundo gobierno de Alan García Pérez. 

## Accesos
El ingreso a la estación se realiza desde las veredas de la avenida Los Héroes, a través de puentes peatonales que conectan con el segundo nivel de la estación (Zona Torniquetes y Boletería). Las plataformas norte y sur se encuentran en el primer nivel, y están conectadas internamente. Es accesible para personas con movilidad reducida, ya que cuenta con ascensores.